# Kostajnica (république serbe de Bosnie)
Pour les articles homonymes, voir Kostajnica.
Kostajnica (en serbe cyrillique : Костајница) ou Bosanska Kostajnica (en serbe cyrillique : Босанска Костајница) est une ville et une municipalité de Bosnie-Herzégovine située dans la république serbe de Bosnie. Selon les premiers résultats du recensement bosnien de 2013, la ville intra muros compte 4 047 habitants et la municipalité 6 308.

## Géographie
Kostajnica est située au nord-ouest de la Bosnie-Herzégovine et de la république serbe de Bosnie.

## Histoire

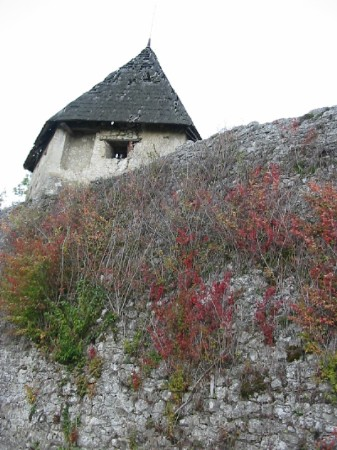
Tour de la forteresse de Bosanska Kostanjica

## Localités

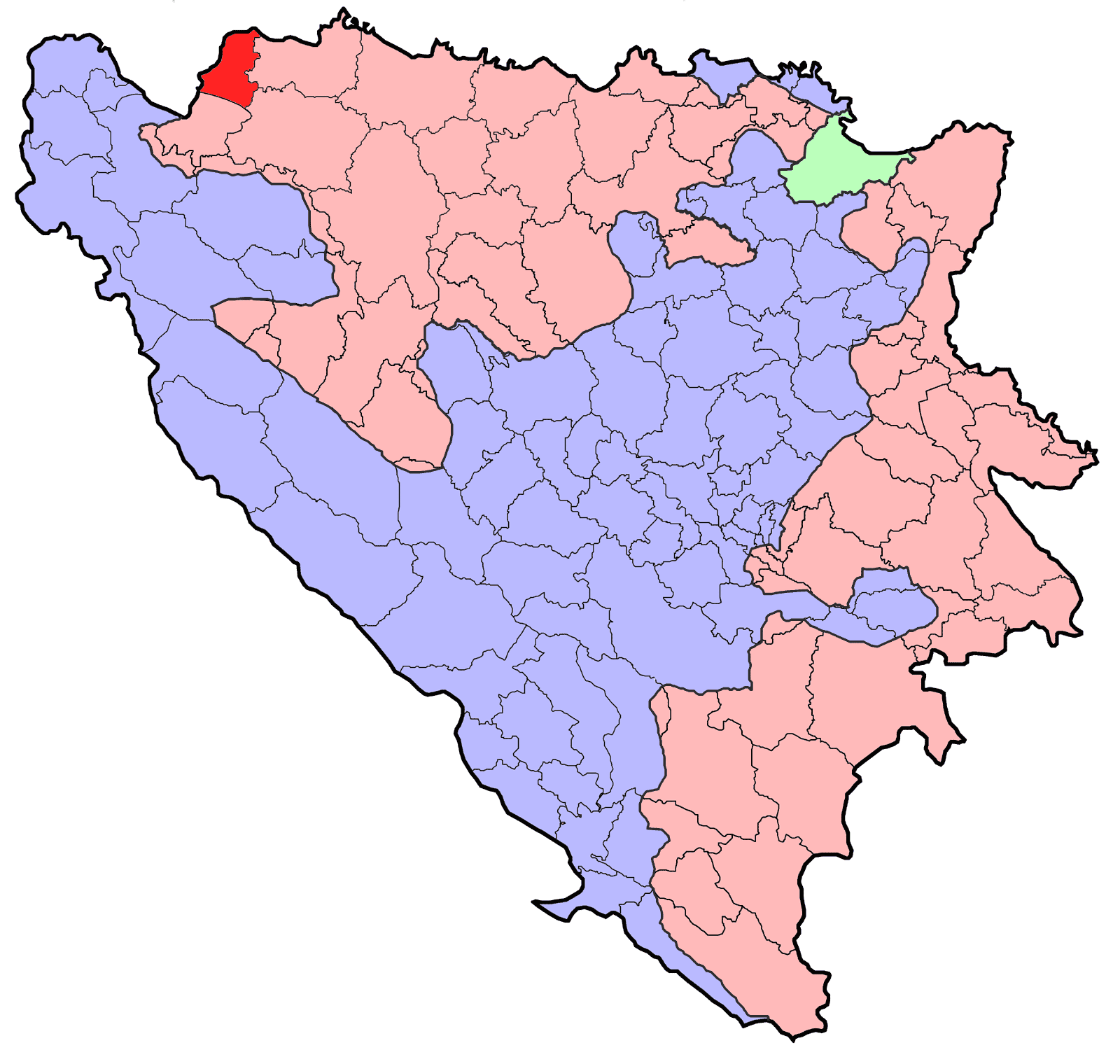
Localisation de la municipalité de Kostajnica en Bosnie-Herzégovine

La municipalité de Kostajnica compte 12 localités :
| - Gornja Slabinja - Grdanovac - Gumnjani - Kalenderi - Kostajnica / Bosanska Kostajnica - Mrakodol - Mraovo Polje - Petrinja - Pobrđani - Podoška - Tavija - Zovik |

## Démographie

### Villeintra muros

#### Évolution historique de la population dans la villeintra muros
| 1948  | 1953  | 1961  | 1971  | 1981  | 1991   | 2013  |
| ----- | ----- | ----- | ----- | ----- | ------ | ----- |
| 1 848 | 1 851 | 2 034 | 2 500 | 3 382 | 3 768, | 4 047 |

|  |

### Municipalité

#### Répartition de la population dans la municipalité (1991)
En 1991, sur un total de 6 231 habitants, la population se répartissait de la manière suivante :

## Religions

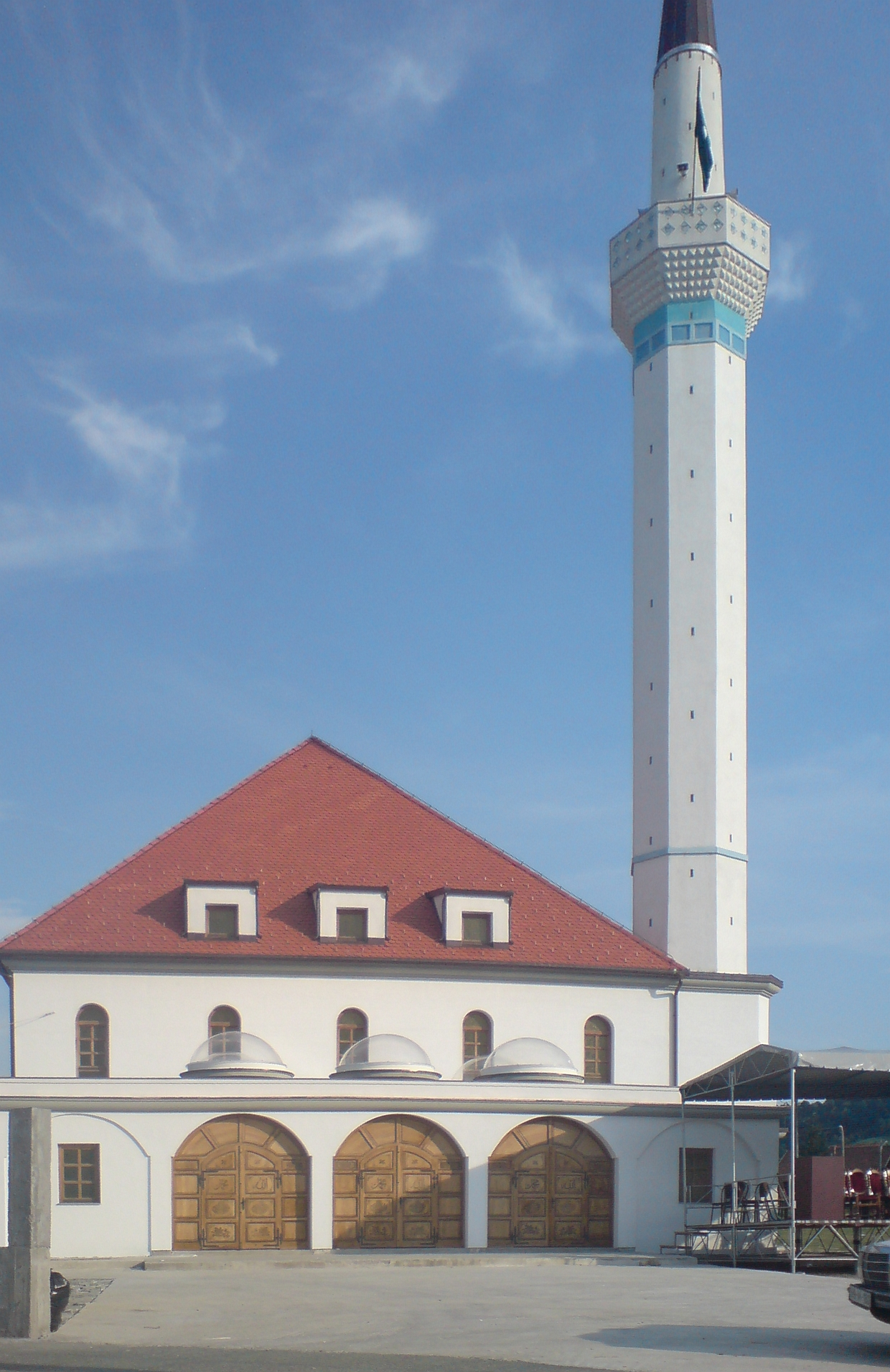
La mosquée Azizija à Kostajnica

## Politique
À la suite des élections locales de 2012, les 17 sièges de l'assemblée municipale se répartissaient de la manière suivante :
| Parti                                               | Sièges |
| --------------------------------------------------- | ------ |
| Parti démocratique serbe (SDS)                      | 4      |
| Alliance des sociaux-démocrates indépendants (SNSD) | 4      |
| Parti du progrès démocratique (PDP)                 | 3      |
| Parti socialiste (SRS RS)                           | 2      |
| Parti social-démocrate (SDP)                        | 1      |
| Parti démocratique (DP)                             | 1      |
| République-Unie Srpska (US)                         | 1      |
| Alliance démocratique nationale (DNS)               | 1      |

Nikola Janjetović, membre du Alliance des sociaux-démocrates indépendants (SNSD), a été élu maire de la municipalité.